# Tiborjanci
Tiborjanci – wieś w Chorwacji, w żupanii osijecko-barańskiej, w mieście Belišće. W 2011 roku liczyła 291 mieszkańców.